# アイドゥン侯国

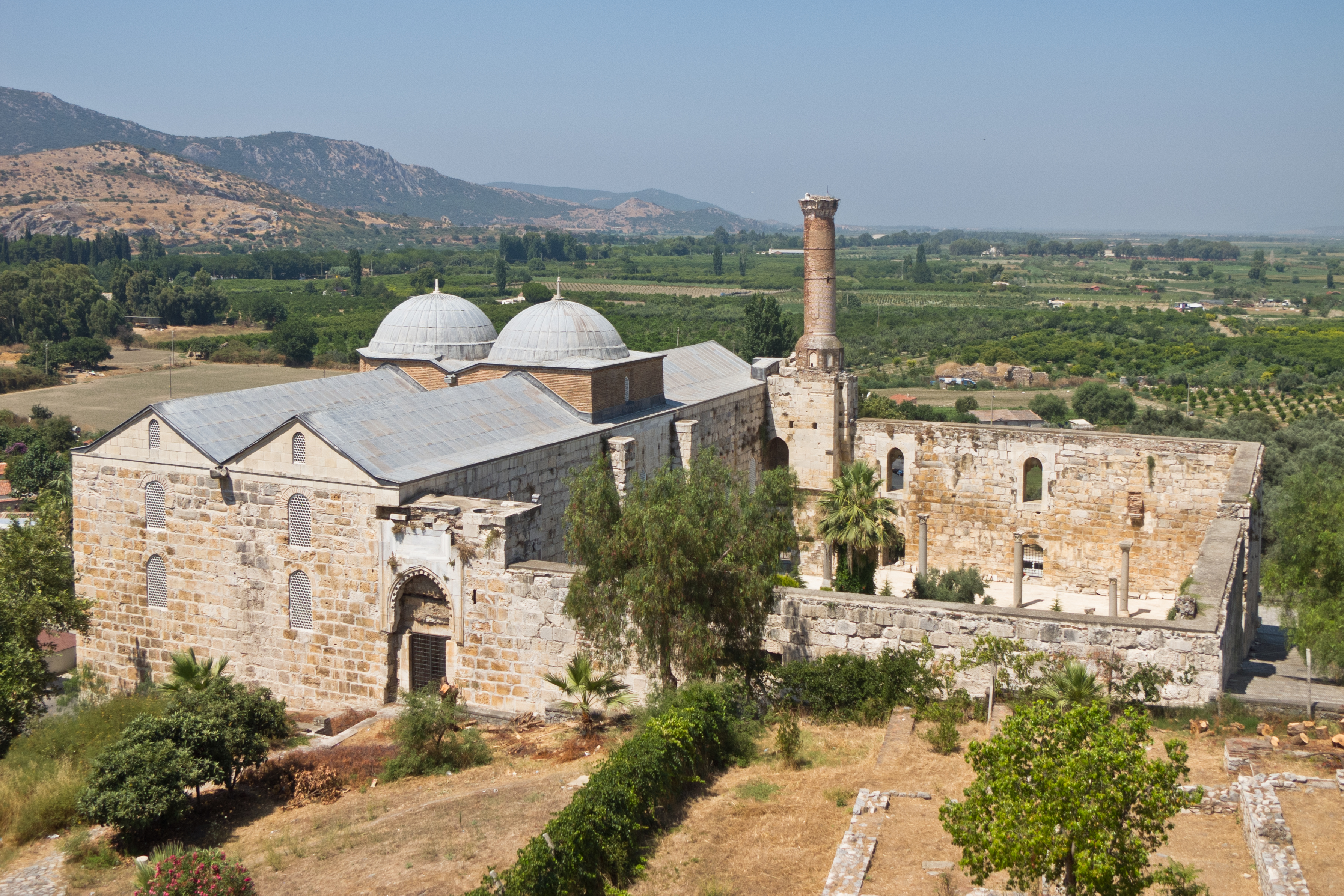
セルチュクのイサ・ベイ・モスク。1375年、アイドゥン侯国により建立。

アイドゥン侯国（‐こうこく、Aydınoğlu）は、ビルギに都し後にアヤスルー（Ayasluğ、現セルチュク）に遷都した、14世紀のルーム・セルジューク朝の衰退期にオグズ諸部族により建国された辺境の君侯国（ベイリク）の一つ。国名は、創始者のアイドゥノール・メフメド・ベイ（Aydınoğlu Mehmed Bey）に因む。

## 歴史
イズミルの港の一部を最後まで領有し続け、断続的にその町を領有していた時期もあった。特にアイドゥンの息子アイドゥノール・ウムル・ベイ（Aydınoğlu Umur Bey）の治世では強い海軍力を持った。
この国が最初にオスマン帝国に組み入れられたのは1390年だが、ティムール朝のアナトリア侵略が起きた1402年以降に反乱し、1425年の平定で完全にオスマン帝国の一部となった。
都市名のアイドゥンはこの王朝名に由来する。